# José Antonio Arze Murillo
José Antonio Arze Murillo (* 17. Januar 1924; † 2000) war ein bolivianischer Politiker und Diplomat.

## Leben
José Antonio Arze Murillo studierte Rechtswissenschaft, übte den Beruf des Anwalts aus und war Funktionär der Jugendorganisation des Movimiento Nacionalista Revolucionario. Am 9. April 1952 um 23 Uhr versammelten sich auf der Baustelle seines Hauses in der Calle Chaco N° 51 in Alto Sopocachi Anhänger von Víctor Paz Estenssoro. Dort wurden sie vom Leiter der Polizei Donato Millán entwaffnet und auf das Polizeirevier in der calle der Ayacucho gebracht. Nach telefonischer Rücksprache mit Paz Estenssoro erklärte Donato Millán den Aufständischen, dass sie auf freien Fuß seien, und bot ihnen weitere Waffen an.
1957 war José Antonio Arze Murillo Gesandtschaftsrat in Paris und wurde Vertreter der bolivianischen Regierung bei der UNESCO. 1960 war er Secretario General de la Presidencia. Vom 5. Januar 1962 bis 3. Februar 1964 war er Ministro de Gobierno. Philip Agee stellte Arze Murillo in seinem Tagebuch 1956–1974 als altgedienten Mitarbeiter der CIA in La Paz vor. Arze Murillo berichtete US-Botschafter Ben Solomon Stephansky (* 1913; † 19. April 1999), er würde zum Ersten Mai 1963 Gewalttaten von Regierungsgegner erwarten und bemerkte, die Protestierenden hätten leichte tschechische Waffen. Der US-Botschafter befürchtete, dass die mit der Aufruhrunterdrückung befassten bolivianischen Militärs so schwach bewaffnet seien, dass sie, falls die Straßenkämpfe eskalierten, versagen könnten. In der Folge stellte er einen Finanzierungsantrag für L32A1 FN Browning Riot Guns, Pistolen und Munition für diese Sicherheitskräfte.
Juan Lechín Oquendo bereitete sich auf einer Präsidentschaftskandidatur nach der Amtszeit von Víctor Paz Estenssoro vor. Trotz eines Staatsbesuches in Taiwan war Ben Solomon Stephansky von Lechíns Performance für das US-Kapital nicht zu überzeugen. Ben Solomon Stephansky bot Außenminister José Fellman Velarde eine Präsidentschaftskampagne in der Zeitung El Diario an, dieser lehnte ab. In Arze Murillo fand Ben Solomon Stephansky einen Kollaborateur. Juan Lechín Oquendo wurde als Kokainhändler diffamiert und als Botschafter zur italienischen Regierung gesandt.
Im Januar 1964 wurde auf dem Parteikonvent der Movimiento Nacionalista Revolucionario Eduardo Rivas Ugalde, Ministro de Asuntos Campesinos zum Secretario Ejecutivo del MNR (geschäftsführender Parteisekretär des MNR) gewählt. So konnte am 3. Februar 1964 José Antonio Arze Murillo das Amt des Landwirtschaftsministers übernehmen, und Vize-Präsident Rubén Julio Castro der auf dem Parteikonvent des MNR nicht für die Kandidatur zum Amt des Vize-Präsidenten nominiert wurde, wurde zum Innenminister ernannt.
Am 5. November 1964 wurde René Barrientos Ortuño an die Macht geputscht; sein Innenminister Antonio Arguedas beschuldigte Arze Murillo, ein Dienstfahrzeug unterschlagen zu haben. Arze Murillo wandte sich in einem Brief an US-Botschafter Douglas Henderson, in dem er daran erinnerte, dass es sich um eine Spende von 30 Fahrzeugen für die Staatssicherheitskräfte (Control Político) handelte, die aus einem unbekannten Grund auf die Namen der Sicherheitskräfte zugelassen wurden. Die USA wollten nicht als Hilfe für den Polizeiapparat des MNR in Erscheinung treten. Douglas Henderson wandte sich daraufhin an Antonio Arguedas und riet ihm, nicht mehr an die Angelegenheit zu erinnern und den Ex-Innenminister nicht zu stören, da dieser gedroht habe, einen Anzeige zu erstatten. In der Folge lebte Arze Murillo in Ruhe.
Am Vormittag des 11. Mai 1976 legte Arze Murillo eine von Hugo Banzer Suárez im Januar 1976 unterzeichnete Ernennung zum Gesandtschaftsrat bei Joaquín Zenteno Anaya in Paris vor und lud ihn auf eine Tasse Kaffee ein, was dieser seiner Frau telefonisch mitteilte. Zenteno Anaya wartete in der Brasserie Eiffel in der 16 Avenue de President Kennedy, 20 Minuten, trank zwei Tassen Kaffee, bis er sich von José Antonio Arze Murillo versetzt fühlte und sich zu seinem metallic-blauen BMW 530 auf einem Parkplatz in der Nähe der Pont de Bir-Hakeim begab. Als er sein Fahrzeug aufsperren wollte, gab ein Mann von etwa 30 Jahren mit braunem Haar, Bart, braunem Anzug, Sonnenbrille drei Schuss Kaliber 7.65 mm aus einer Pistole auf seinen Kopf und Rücken ab. Der Schütze flüchtete in Metro-Station Passy und wurde von einem etwa dreißigjährigen, 1,75 m hohen, sonnenbebrillten Barbouze abgeschirmt. Ein zweiseitiges Kommunique für AFP reklamierte die Tat für ein Mitglied der Brigades internationales Ernesto „Che“ Guevara.
Das Kommunique behauptete, Zenteno Anaya sei verantwortlich für den Tod von Che Guevara.
Des Weiteren wurde die Entscheidung der bolivianischen Regierung, Klaus Barbie nicht an Frankreich auszuliefern, sowie der 8. Mai als offizielles Datum der bedingungslosen Kapitulation des Deutschen Reichs angeführt. Die dichotomische Weltsicht, mit Che Guevara auf der einen und Klaus Barbie auf der anderen Seite wurde von Le Figaro am folgenden Tag abgedruckt. Die Regierung von Raymond Barre hatte offenbar keinen Zweifel am Mordmotiv, der mit dem toten Che Guevara posierende Joaquín Zenteno Anaya, und charterte bei der Air France eine Maschine zur Überführung nach Bolivien. Die Trauergemeinde aus Leonor Sejas Sierra, der Witwe von Joaquín Zenteno Anaya, Walter Gómez und dem Waffenhändler Honorarkonsul Claude Dumont begleitete eine Delegation des französischen Außenministeriums unter der Leitung des Staatssekretärs im Außenministerium Jean François-Poncet. Nach einigen Stunden Aufenthalt am Flughafen Lima war die Sonne schon untergegangen, als die Maschine auf dem Flughafen von El Alto um Landeerlaubnis bat. Diese wurde ihr verweigert. Der Pilot der Air-France-Maschine erklärte, dass sein Kerosin nicht zu einem Ausweichflughafen reichen würde, und setzte zur Landung an, kurz vor dem Aufsetzen wurde die Landebefeuerung des Flughafens El Alto abgeschaltet. Hugo Banzer Suárez wurde von einem Mitglied der französischen Delegation kondoliert, Jean François-Poncet verließ die Maschine nicht. Joaquín Zenteno Anaya erhielt eine Beisetzung wie ein Nationalheld. Die französischen Regierungen entsandten regelmäßig Botschafter zum Regime von Banzer.
Bezüglich der Neubesetzung des Botschafterpostens in Paris wurde in der zweiten Amtszeit von Banzer, 18 Jahre später, ein Agrément getroffen.